# Tell the Truth
"Tell the Truth" é a oitava faixa do álbum Layla and Other Assorted Love Songs, lançado pelo grupo Derek and the Dominos em 1970. Foi composta primariamente pelo tecladista Bobby Whitlock, com o guitarrista Eric Clapton adicionando o último verso.

## História
Então com vinte e dois anos de idade, Whitlock compôs a canção no princípio do verão de 1970, enquanto morava temporariamente com Clapton. A dupla esquematizou a música no estilo de "chamada e resposta", com cada um cantando versos alternados. "Tell the Truth" foi gravada em 14 de junho de 1970, sendo a primeira canção original do Dominos. A formação da banda contava então com Dave Mason como co-guitarrista base, estreando a música ao vivo dias depois no Lyceum Ballroom. Junto a Whitlock, a Clapton, ao baterista Jim Gordon e ao baixista Carl Radle, estava o beatle George Harrison na guitarra.
Com o produtor Phil Spector no comando, "Tell the Truth" foi gravada como single na Apple Records, com "Roll It Over" como lado-B. Foi regravada em agosto de 1970 em um estúdio em Miami, agora com Tom Dowd como produtor. Ele e os integrantes da banda tiveram dificuldades em finalizar a gravação, até que Duane Allman entrou para o grupo. Com sua guitarra providenciando um contraponto à melodia tocada por Whitlock e Clapton, Dowd e a banda finalmente ficaram satisfeitos com a gravação.
Pouco depois, Clapton telefonou para Robert Stigwood, executivo da RSO, e disse a ele para cancelar o lançamento da versão original da canção como single. Nos Estados Unidos, a Atco já havia prensado os vinis de 45 polegadas, mas retirou imediatamente as cópias do mercado.